# Égarés (nouvelle)
Pour l’article homonyme, voir Égarés.
Égarés est une nouvelle d’Anton Tchekhov, parue 1885.

## Historique
Égarés est initialement publié dans la revue russe Le Journal de Pétersbourg, no 191, du 15 juillet 1885, sous le pseudonyme A.Tchékhonté.

## Résumé
Les avoués Koziavkine et Laïev arrivent de nuit dans la maison de campagne de Koziavkine. Ils viennent de faire cinq verstes à pied et on hâte d’aller se coucher. Koziavkine décrit à son ami la joie d’avoir une femme qui l’attende à la maison : « Elle me portera le thé, me fera à manger avec ses yeux câlins ».
Il n’y a pas de lumière, sa femme doit être couchée. La fenêtre est ouverte, il jette à l’intérieur sa serviette et son macfarlane et appelle sa femme : « Véra, où es-tu ? » Personne ne répond. Veut-elle lui faire une farce ? Il passe par la fenêtre, entre, entend un caquètement de poule. Il reçoit des coups de bec et comprend qu’il est dans une basse-cour et non chez lui.
Il se met à fouiller la basse-cour pour retrouver ses affaires. Son ami s’endort en l’attendant. Des aboiements approchent et un paysan arrive et l’accuse d’avoir fait fuir les poules et casser les œufs. Il lui dit qu’il s’est juste trompé de maison. Le paysan lui explique que sa maison n’est pas dans ce village, mais à quatre verstes d’ici : il s’est aussi trompé de chemin !

## Édition française
- Égarés, traduit par Édouard Parayre, in Œuvres I, Paris, Éditions Gallimard, coll. « Bibliothèque de la Pléiade » no 197, 1968  (ISBN 978-2-07-0105-49-6).